# Skyline Drive
Skyline Drive to narodowa droga krajobrazowa przebiegająca granią Pasma Błękitnego wzdłuż całej długości Parku Narodowego Shenandoah w Wirginii w Stanach Zjednoczonych. Droga przebiega z Front Royal na północy do przełęczy Rockfish w pobliżu Waynesboro na południu i ma 169 km długości. Rocznie przejeżdża nią niemal 1,4 mln turystów, głównie jesienią, gdy liście na drzewach zmieniają kolory. Na całej długości drogi obowiązuje ograniczenie prędkości do 35 mil na godzinę (ok. 56 km/h) i znajduje się na niej 75 punktów widokowych z parkingami.

## Opis drogi

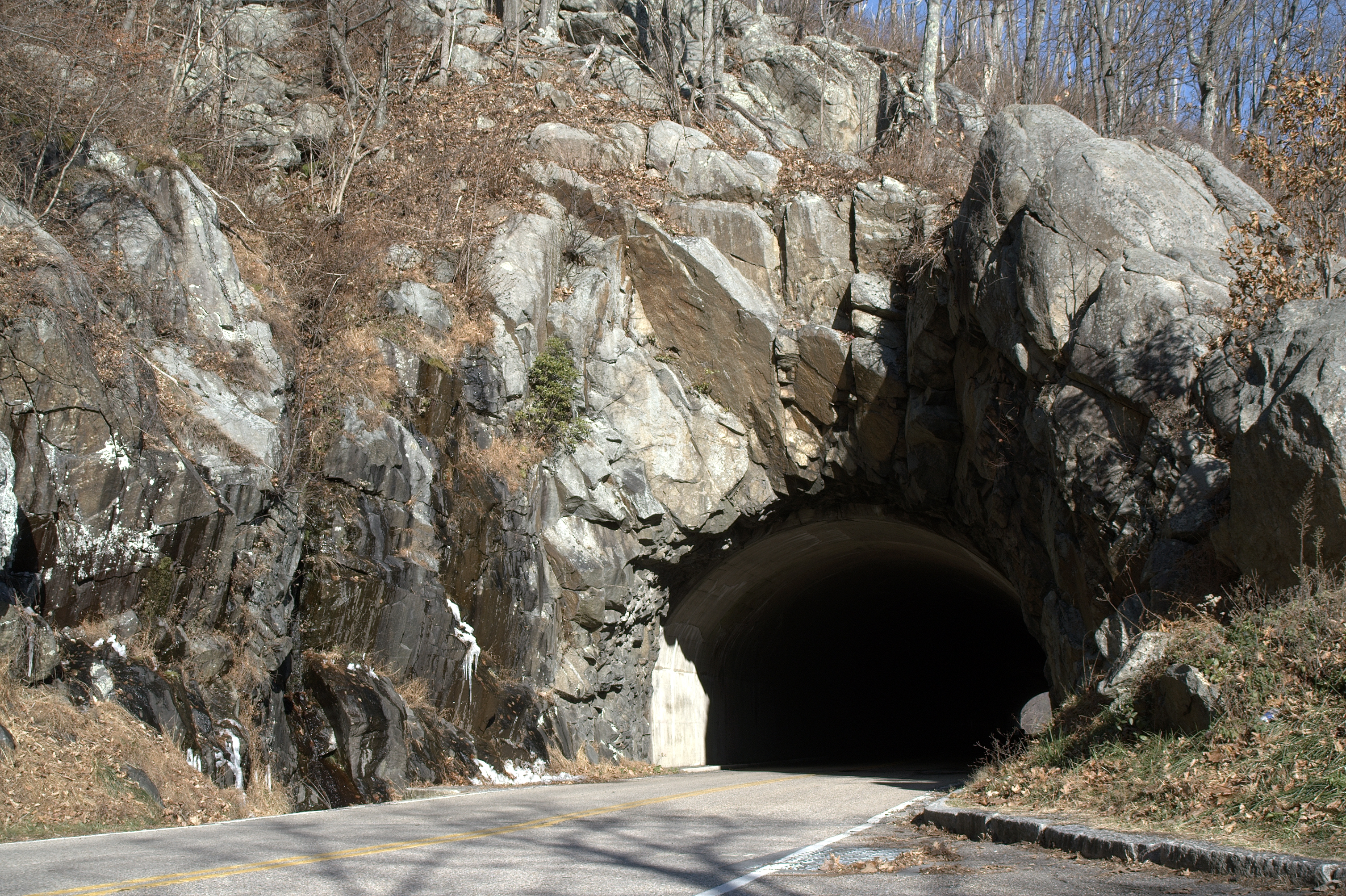
Południowy wylot Mary’s Rock Tunnel

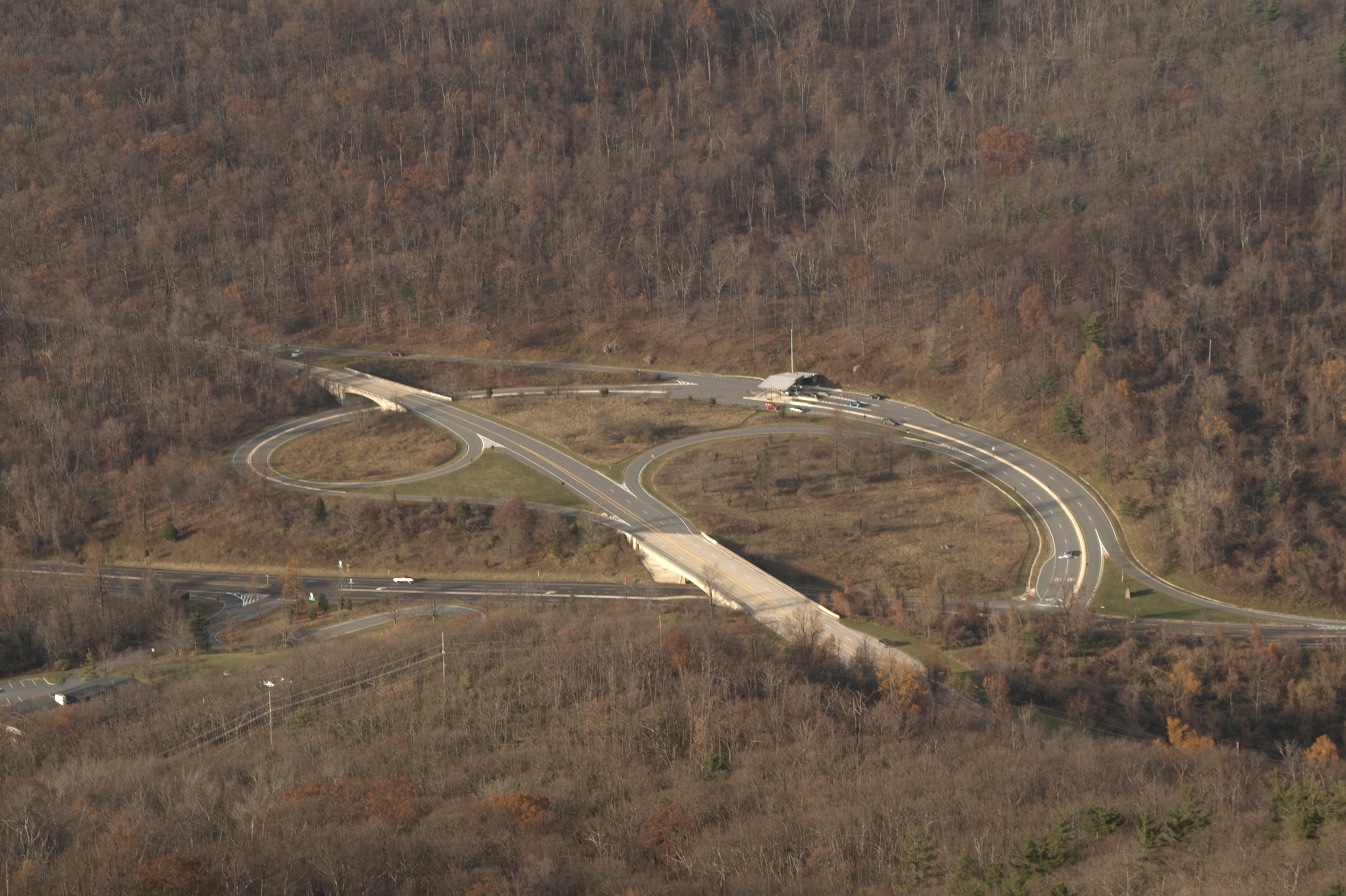
Skrzyżowanie Skyline Drive z U.S. Route 211

Skyline Drive składa się z trzech części o niemal jednakowej długości. Jako pierwszy został wybudowany środkowy, 55 km odcinek z przełęczy Thornton, gdzie jest skrzyżowanie z drogą nr 211, do przełęczy Swift Run, gdzie krzyżuje się z drogą nr 33. W pierwotnych zamierzeniach Skyline Drive miał służyć jako droga dojazdowa do Rapidan Camp, gdzie znajdowała się wakacyjna rezydencja prezydencka, przeniesiona później do Camp David. Odcinek ten został oddany do użytku 15 września 1934 roku, a jego wybudowanie kosztowało 1 570 479 dolarów. Znajduje się na nim również tunel o długości ponad 200 m wydrążony w górze Mary’s Rock.
Północny odcinek drogi o długości 51 km z Front Royal, gdzie Skyline Drive rozpoczyna się na skrzyżowaniu z drogą nr 340, do przełęczy Thornton został ukończony 1 października 1936 roku kosztem 1 235 177 dolarów.
Południowa część drogi o długości 66 km, z przełęczy Swift Run do przełęczy Rockfish, gdzie kończy się na skrzyżowaniu z autostradą międzystanową nr 64 i drogą nr 250, została oddana do użytku 29 sierpnia 1939 roku i kosztowała 2 025 164 dolarów. Najbardziej południowe 14 kilometrów, między przełęczami Jarman i Rockfish, było wówczas częścią drogi Blue Ridge Parkway i przeszło w zarządzanie Parku Narodowego Shenandoah w 1961 roku, stając się wówczas oficjalnie częścią Skyline Drive.
Na południu Skyline Drive oficjalnie kończy się na przełęczy Rockfish, jednak w tym samym miejscu rozpoczyna się narodowa droga krajobrazowa Blue Ridge Parkway, która wiedzie 754,8 km przez Wirginię i Karolinę Północną.